# Andrea Bargnani
Andrea Bargnani (Rim, 26. listopada 1985.) je talijanski profesionalni košarkaš. Igra na poziciji krilnog centra, a može igrati i centra. Trenutačno je član NBA momčadi New York Knicksa. Izabran je u 1. krugu (1. ukupno) NBA drafta 2006. od strane Raptorsa.

## Karijera

### Europa
Karijeru je započeo 2002. u talijanskom niželigašu Stelli Azzura Rim, prosječno postizajući 13.2 poena i 4.5 skokova u 23 odigrane utakmice. Nakon toga, u sezoni 2003./04. potpisuje za talijanskog prvoligaša Benettona iz Trevisa. U toj sezoni odigrao je 10 utakmica, prosječno postizajući 4.9 poena i 2.9 skokova. U Euroligi je iste sezone odigrao 8 utakmica, postizajući 2.4 poena i 1.5 skokova. 
U sezoni 2004./05. odigrao je 28 utakmica talijanske lige, prosječno postizajući 12.2 poena i 5.4 skokova, dok je u 18 odigranih utakmica Eurolige postizao prosječno 3.7 poena i 2.1 skokova. Sljedeće sezone odigrao je 47 utakmica za Benetton i prosječno je postizao 15.3 poena, 7.1 skokova, 1.7 blokada i 1.8 ukradenih lopti. Time je pomogao klubu u osvajanju naslova talijanskog prvaka. U Euroligi je odigrao 18 utakmica i postizao 10.9 poena, 4.1 skoka i 1.3 blokade, dok je iz igre šutirao odličnih 55% i 43% iza linije za tricu. Bargnani je kasnije dobio nagradu "Euroleague Rising Star" (Euroligaška zvijezda u usponu), koja se svake godine prema glasovima trenera dodjeljuje najboljem mladom igraču Eurolige.

### NBA
Bargnani je izabran u 1. krugu (1. ukupno) NBA drafta 2006. od strane Toronto Raptorsa, čime je postao prvi europski košarkaš u povijesti kojem je to uspjelo. Za Raptorse je debitirao 1. studenog 2006. u dvoboju protiv New Jersey Netsa, kada je u 8 odigranih minuta zabilježio 2 poena, 2 skoka i 2 blokade. Sredinom sezone, Bargnani je izabran za novaka mjeseca siječnja 2007. Zajedno s tadašnjim suigračem Garbajosom sudjelovao je na NBA All-Star susretu 2007. između Rookiea i Sophomoresa. Nakon All-Star pauze, Bargnani je popravio svoj učinak i prosječno je nakon 12 odigranih utakmica u veljači 2007. postizao 14.3 poena i 3.9 skokova. Dobre igre donijele su mu priznanje za najboljeg novaka mjeseca veljače 2007. 
21. ožujka 2007., Bargnani je podvrgnut hitnoj operaciji slijepog crijeva. Oporavak je trajao mjesec dana, a sezonu je završio prosječno postizajući 11.6 poena i 3.9 skokova po susretu. Svojim igrama pomogao je Raptorsima osvojiti prvi naslov prvaka Atlantske divizije i ulazak u doigravanje nakon 5 godina čekanja. Barganani je po izboru glasovanja završio kao drugi u izboru za najboljeg novaka godine. U prvom krugu doigravanja, prosječno je u dvobojima (4-2) protiv New Jersey Netsa postizao 11 poena i 4 skoka. 8. svibnja 2007., Bargnani i Garbajosa izabrani su u NBA All-Rookie momčad. 
Sezona 2007./08. nije bila dobra za Bargnanija. Imao je lošiji statistički učinak od svoje rookie sezone, a borio se je s Chrisom Boshom za svoju minutažu. Iako u lošoj formi, Bargnani je dobio poziv ponovnog igranja na NBA All-Staru susretu između Rookiea i Sophomoresa, ali ovaj put na suprotnoj strani. Završetkom sezone, Bargnani je dobio kritike na račun svojih loših igara i ubrzo su mediji naglašivali moguće razmjene Raptorsa za Bargnanija. 
Međutim, klub se nije odrekao Bargnanija, a on je cijelo ljeto proveo na pripremama, kako bi se što bolje spremio za nadolazeću sezonu. Dolaskom Jermainea O'Neala u Raptorse, Bargnani se je automatski preselio na klupu i u prvoj petorci igrao je dvojac Bosh-O'Neal. Tijekom ljeta, Bargnani je dosta radio na svome tijelu i dobio na težini. Trener ga je sa svoje prirodne pozicije krilnog centra, prebacio na poziciju niskog krila, a to je dovelo do njegovih boljih igara od dolaska u klub. 21. studenog 2007., Bargnani je postigao rekordnih 29 poena i 10 skokova u porazu od New Jerseyja. 
Nakon ispodprosječnih igara u prosincu 2007., odlične igre u siječnju 2008., kada je zahvaljujući ozljedi O'Neala zauzeo mjesto u početnoj petorci, prosječno je postizao 21.2 poen i 6.7 skokova. Nakon All-Star pauze, O'Neal je zamijenjen u Heat za Shawna Mariona, a Bargnani usprkos svojim odličnim igrama nije uspio pomoći klubu da uhvati doigravanje. U ljeto 2013. godine mijenjan je u New York Knickse u razmjeni za Cambya i Novaka te buduće pickove u prvoj rundi drafta.
Nakon sezone 2008./09. odlučio je potpisati novi petogodišnji ugovor vrijedan 50 milijuna dolara

## Profil
Bargnani je vrlo pokretljiv za svoju visinu, ima solidnu ekplozivnost koja mu koristi u skoku i pri prvom koraku, a često je prvi u istrčavanju kontranapada. Uz sjajne fizičke predispozicije tehnički je također odlično potkovan - ima sve odlike kvalitetnog niskog krila. Ima solidnu kontrolu lopte, fenomenalan šut koji može pogoditi iz bilo koje situacije i kojeg je vrlo teško zatvoriti zbog brzog izbačaja.

## NBA statistika

#### Regularni dio
| Godina    | Klub    | Odig. uta. | Uta. poč. | Min. | 2P%  | 3P%  | Sl. bac.% | Skok. | Asist. | Ukr. lop. | Blok. | Poena |
| --------- | ------- | ---------- | --------- | ---- | ---- | ---- | --------- | ----- | ------ | --------- | ----- | ----- |
| 2006./07. | Toronto | 65         | 2         | 25.1 | .427 | .373 | .824      | 3.9   | .8     | .5        | .8    | 11.6  |
| 2007./08. | Toronto | 78         | 53        | 23.9 | .386 | .345 | .840      | 3.7   | 1.1    | .3        | .5    | 10.2  |
| 2008./09. | Toronto | 75         | 56        | 31.4 | .452 | .414 | .836      | 5.5   | 1.2    | .4        | 1.2   | 15.5  |
| Ukupno    |         | 218        | 111       | 26.8 | .424 | .378 | .834      | 4.4   | 1.0    | .4        | .8    | 12.4  |

#### Doigravanje
| Godina    | Klub    | Odig. uta. | Uta. poč. | Min. | 2P%  | 3P%  | Sl. bac.% | Skok. | Asist. | Ukr. lop. | Blok. | Poena |
| --------- | ------- | ---------- | --------- | ---- | ---- | ---- | --------- | ----- | ------ | --------- | ----- | ----- |
| 2006./07. | Toronto | 6          | 3         | 30.2 | .478 | .412 | .789      | 4.0   | 1.0    | .8        | .5    | 11.0  |
| 2007./08. | Toronto | 5          | 5         | 20.8 | .333 | .250 | 1.000     | 1.4   | .4     | .8        | .6    | 6.4   |
| Ukupno    |         | 11         | 8         | 25.9 | .412 | .333 | .810      | 2.8   | .7     | .8        | .6    | 8.9   |

## Nagrade i priznanja
- Klub
  - Prvak Atlantske divizije s Toronto Raptorsima: 2007.
- Osobna
  - Euroleague Rising Star Award: 2006.
  - NBA All-Rookie prva momčad: 2007.
  - Rookie mjeseca: siječnja 2007., veljače 2007.

## Vanjske poveznice
- Profil na NBA.com
- Profil  Arhivirana inačica izvorne stranice od 30. svibnja 2012. (Wayback Machine) na Basketball-Reference.com
- Profil  Arhivirana inačica izvorne stranice od 14. listopada 2007. (Wayback Machine) na TheDraftInsider.com
- Profil  Arhivirana inačica izvorne stranice od 14. svibnja 2008. (Wayback Machine) na NBADraft.net
- Profil na InterBasket.net

| Prethodnik Andrew Bogut | Prvi izbor NBA drafta NBA draft 2006. | Nasljednik Greg Oden |